# Обер Ост
Врховни командант свих немачких снага на истоку, такође позната као Обер Ост, била је висока титула оружаних снага Немачког царства, као и назив окупираних територија Немачког царства на Источном фронту, током Првог светског рата. Окупиране територије обухватале су простор Ливонске губерније, Курландске губерније, као и Гродњенске губерније. 
На челу окупираних територија су били врховни команданти, Паул фон Хинденбург и Леополд Баварски. Окупиране територије су након Провг светског рата напуштене, где је тада Обер Ост званично укинут.